# NGC 5275
NGC 5275 est une vaste (?) et lointaine galaxie lenticulaire située dans la constellation des Chiens de chasse. Sa vitesse par rapport au fond diffus cosmologique est de 12 773 ± 24 km/s, ce qui correspond à une distance de Hubble de 188 ± 13 Mpc (∼613 millions d'al). NGC 5275 a été découverte par l'astronome français Édouard Stephan en 1881.
À ce jour, une mesure non basée sur le décalage vers le rouge (redshift) donne une distance d'environ 134,000 Mpc (∼437 millions d'al). Cette valeur est tout juste à l'extérieur des valeurs de la distance de Hubble. Notons que c'est avec la valeur moyenne des mesures indépendantes, lorsqu'elles existent, que la base de données NASA/IPAC calcule le diamètre d'une galaxie et qu'en conséquence le diamètre de NGC 5246 pourrait être d'environ 58,1 kpc (∼189 000 al) si on utilisait la distance de Hubble pour le calculer.